# Astralium semicostatum
Astralium semicostatum is een slakkensoort uit de familie van de Turbinidae. De wetenschappelijke naam van de soort is voor het eerst geldig gepubliceerd in 1850 door Kiener.